# Duilius plagiata
Duilius plagiata är en insektsart som först beskrevs av Lethierry 1888.  Duilius plagiata ingår i släktet Duilius och familjen kilstritar. Inga underarter finns listade i Catalogue of Life.